# Bilje
Bilje es un municipio de Croacia en el condado de Osijek-Baranya.

## Geografía
Se encuentra a una altitud de 83 m s. n. m. a 289 km de la capital nacional, Zagreb.

## Demografía
En el censo 2011 el total de población del municipio fue de 5 642 habitantes, distribuidos en las siguientes localidades:
- Bilje -  3 613
- Kopačevo - 559
- Kozjak - 60
- Lug - 764
- Podunavlje - 1
- Tikveš - 10
- Vardarac - 630
- Zlatna Greda - 5

| Gráfica de población de Bilje 1857-2011                             |
|                                                                     |
| Según los censos de población de la oficina estadística de Croacia. |